# André Bessette

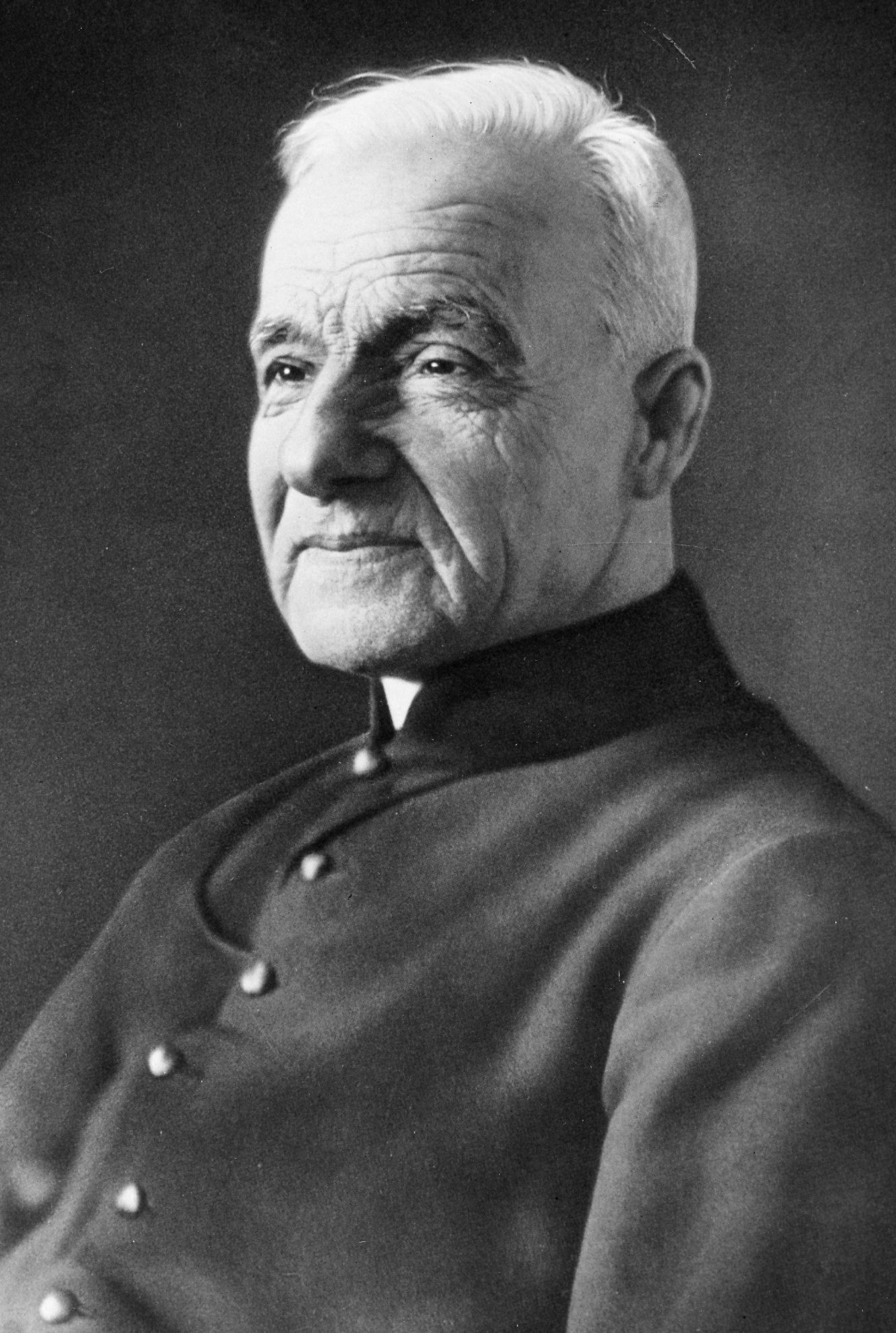
Der hl. André Bessette

André Bessette, CSC (* 9. August 1845 als Alfred Bessette in Mont-Saint-Grégoire, Québec; † 6. Januar 1937 in Montreal) war ein unter französisch-kanadischen Katholiken beliebter Ordensmann, dem viele Heilungen zugeschrieben wurden. Er wurde am 17. Oktober 2010 heiliggesprochen.

## Leben
Er wurde als Alfred Bessette in Mont-Saint-Grégoire, Quebec geboren, etwa 40 km südöstlich der Stadt Montreal. Er war als Säugling von sehr schwacher Gesundheit. Seine Familie war kinderreich und arm; der Vater war Waldarbeiter und starb, als Alfred 9 Jahre alt war. Drei Jahre danach starb die Mutter an Tuberkulose. Das nunmehr verwaiste Kind wurde von Verwandten erzogen, allerdings scheiterte seine Berufsausbildung wiederholt an seiner kränklichen Verfassung. Über 13 Jahre lang wanderte Alfred von Arbeitsstelle zu Arbeitsstelle. Er war mittellos und verfügte über beinahe keine Bildung, des Lesens und Schreibens war er kaum mächtig.
Mit 20 Jahren übersiedelte er nach New England in die Vereinigten Staaten, um dort in einer Textilfabrik zu arbeiten, kehrte aber bald in seine Heimat zurück.

## Geistliche Berufung

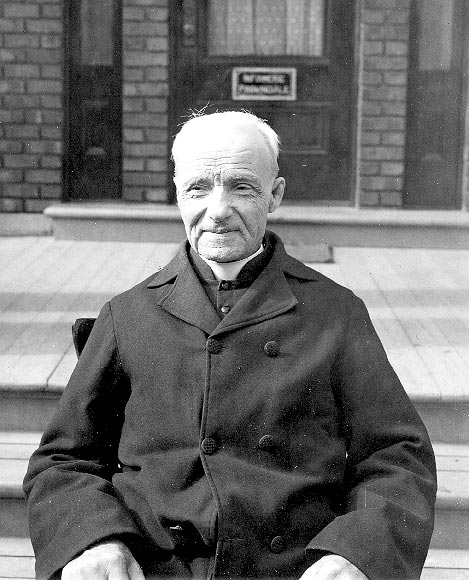
Bruder André (ca. 1920)

1872 trat Bessette als Laienbruder in die Kongregation vom Heiligen Kreuz (Montreal) ein. Sein Heimatpfarrer, der diesen Schritt vermittelt hatte, schrieb dem Novizenmeister: „Ich schicke Ihnen einen Heiligen.“ Die Oberen entschieden sich zunächst gegen Bessettes Aufnahme, weil er ihnen gesundheitlich untauglich erschien, aber Erzbischof Ignace Bourget von Montreal intervenierte. Mit 28 Jahren, am 2. Februar 1874, dem Hochfest der Darstellung des Herrn, durfte Bruder André seine Gelübde ablegen.
Sein Tätigkeitsfeld wurde die Pforte im Seminar Notre Dame in Côte-des-Neiges, Québec. Zusätzlich zum Pfortendienst wurden ihm die Aufgaben des Hausmeisters, Boten und Raumpflegers zugeteilt. Er wurde für den Pfortendienst bekannt. Er scherzte gerne, dass man ihm bei seiner Ankunft im Kloster die Tür zeigte, und dass er 40 Jahre lang dort blieb.
Seine liebenswürdige Art und tiefe Frömmigkeit waren bekannt. Er verehrte den hl. Joseph sehr und sprach oft über seinen Lieblingsheiligen, den Nährvater Jesu. Den Kranken empfiehlt er die Josephsandacht. Das Heilungscharisma, das ihm zugeschrieben wurde, stand immer in Verbindung mit der Josephsverehrung. Bruder André verneinte sein Leben lang, dass er selbst irgendeine Heilung bewirkt hatte; alles sei dem hl. Joseph zuzuschreiben.
Um den Josephskult zu fördern, begann Bessette im Jahr 1904 Geld für den Bau einer Josephskapelle zu sammeln. Das Bauvorhaben und die Begeisterung für die Verehrung des hl. Joseph wuchs stets heran, so dass im Jahr 1924 die Bauarbeiten für eine Basilika, die den Namen St.-Josephs-Oratorium tragen sollte, beginnen konnten. Die Wallfahrtskirche prägt das heutige Stadtbild von Montreal, weil der Bau an exponierter Stelle südwestlich des Mont Royal liegt und jährlich von über zwei Millionen Menschen besucht wird.

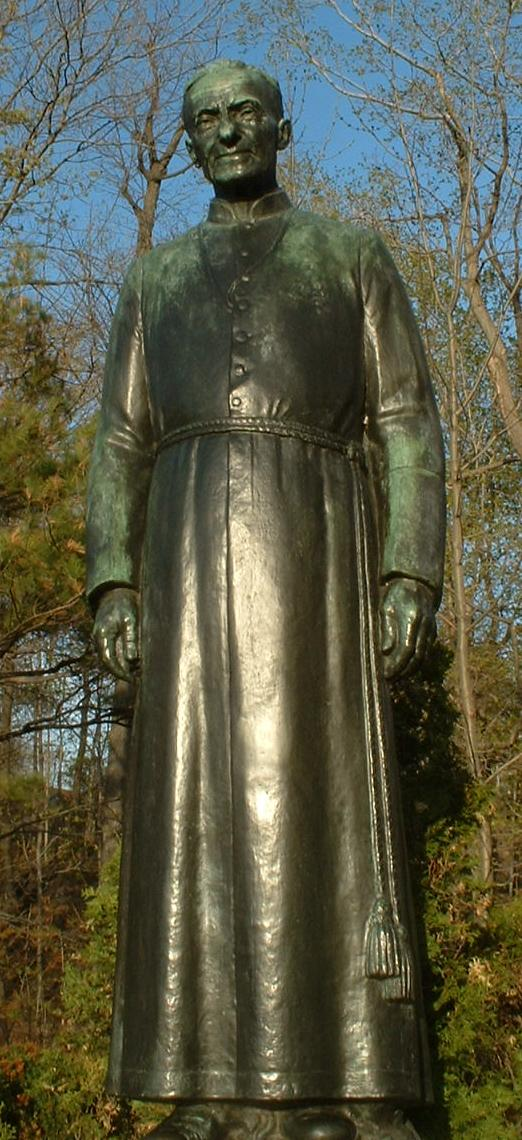
Statue von Bruder André auf dem Gelände des St.-Josephs-Oratorium in Montréal

Als Bessette im Jahr 1937 im Alter von 91 Jahren verstorben war, nahmen eine Million Menschen an seinem Sarg Abschied von ihm.
Bessettes Grab liegt in der Kirche, zu deren Errichtung er viel beigetragen hat, unter der Hauptkapelle des Josefsoratoriums. Sein Herz wird jedoch getrennt als Reliquie im selben Oratorium aufbewahrt. Das Herz wurde im März 1973 gestohlen und im Dezember 1974 wiedergefunden.
Bruder André wurde am 23. Mai 1982 von Papst Johannes Paul II. seliggesprochen. Papst Benedikt XVI. erließ am 19. Dezember 2009 ein Dekret mit der Anerkennung eines zweiten durch Bruder André gewirkten Wunders. André Bessette wurde von Papst Benedikt XVI. am 17. Oktober 2010 auf dem Petersplatz heiliggesprochen. Sein Fest in der Liturgie ist am 6. Januar.